# Auvers (Haute-Loire)
Pour les articles homonymes, voir Auvers.
Auvers est une commune française située dans le département de la Haute-Loire, en région d'Auvergne-Rhône-Alpes.

## Géographie

### Localisation
La commune d'Auvers se trouve dans le département de la Haute-Loire, en région Auvergne-Rhône-Alpes.
Elle se situe à 61 km par la route du Puy-en-Velay, préfecture du département, à 52 km de Brioude, sous-préfecture, et à 29 km de Langeac, bureau centralisateur du canton de Gorges de l'Allier-Gévaudan dont dépend la commune depuis 2015 pour les élections départementales.
Les communes les plus proches sont : 
La Besseyre-Saint-Mary (3,1 km), Desges (4,6 km), Paulhac-en-Margeride (5,7 km), Pinols (6,2 km), Tailhac (6,6 km), Chazelles (7,2 km), Venteuges (7,6 km), Pébrac (9,3 km).
Elle est traversée par le 45e parallèle nord et est de ce fait située à égale distance du pôle Nord et de l'équateur terrestre (environ 5 000 km).
|                    | Pinols                        | Desges                 |
| Clavières (Cantal) | Auvers                        |                        |
|                    | Paulhac-en-Margeride (Lozère) | La Besseyre-Saint-Mary |

### Climat
Pour des articles plus généraux, voir Climat d'Auvergne-Rhône-Alpes et Climat de la Haute-Loire.
En 2010, le climat de la commune est de type climat océanique altéré, selon une étude du Centre national de la recherche scientifique s'appuyant sur une série de données couvrant la période 1971-2000. En 2020, Météo-France publie une typologie des climats de la France métropolitaine dans laquelle la commune est exposée à un climat de montagne ou de marges de montagne et est dans la région climatique Sud-est du Massif Central, caractérisée par une pluviométrie annuelle de 1 000 à 1 500 mm, minimale en été, maximale en automne.
Pour la période 1971-2000, la température annuelle moyenne est de 7 °C, avec une amplitude thermique annuelle de 14,6 °C. Le cumul annuel moyen de précipitations est de 905 mm, avec 10,8 jours de précipitations en janvier et 7,1 jours en juillet. Pour la période 1991-2020, la température moyenne annuelle observée sur la station météorologique installée sur la commune est de 6,7 °C et le cumul annuel moyen de précipitations est de 1 045,3 mm,. Pour l'avenir, les paramètres climatiques de la commune estimés pour 2050 selon différents scénarios d'émission de gaz à effet de serre sont consultables sur un site dédié publié par Météo-France en novembre 2022.
| Mois                                  | jan.             | fév.            | mars           | avril            | mai             | juin            | jui.            | août            | sep.            | oct.           | nov.           | déc.            | année      |
| ------------------------------------- | ---------------- | --------------- | -------------- | ---------------- | --------------- | --------------- | --------------- | --------------- | --------------- | -------------- | -------------- | --------------- | ---------- |
| Température minimale moyenne (°C)     | −4               | −4,4            | −2             | 0,1              | 3,5             | 6,6             | 7,9             | 8               | 5,3             | 3,4            | −0,5           | −3,2            | 1,7        |
| Température moyenne (°C)              | −0,7             | −0,4            | 2,8            | 5,4              | 9,2             | 12,8            | 14,8            | 14,8            | 11,1            | 7,9            | 3              | 0               | 6,7        |
| Température maximale moyenne (°C)     | 2,7              | 3,6             | 7,6            | 10,6             | 14,9            | 19              | 21,7            | 21,6            | 16,9            | 12,4           | 6,4            | 3,1             | 11,7       |
| Record de froid (°C) date du record   | −23,2 17.01.1987 | −21 10.02.1986  | −24,5 01.03.05 | −11,5 22.04.1991 | −5,5 15.05.1995 | −3,1 06.06.1989 | −0,1 25.07.1986 | −2,5 30.08.1986 | −5 08.09.1996   | −11,3 25.10.03 | −15 22.11.1998 | −18,5 15.12.01  | −24,5 2005 |
| Record de chaleur (°C) date du record | 16 16.01.1993    | 18,8 20.02.1998 | 20,3 17.03.04  | 23,3 30.04.05    | 26,6 11.05.12   | 35 27.06.19     | 33,7 23.07.19   | 33,6 13.08.03   | 29,5 16.09.1987 | 24 12.10.01    | 19,2 08.11.15  | 15,2 16.12.1989 | 35 2019    |
| Précipitations (mm)                   | 75,2             | 65,7            | 63,2           | 95,8             | 101,1           | 87,5            | 82,3            | 77,4            | 93              | 107,8          | 110,9          | 85,4            | 1 045,3    |

### Hydrographie
Le principal cours d'eau qui traverse la commune est la Desges.

### Géologie et relief
La commune se situe dans les monts de la Margeride, un massif caractérisé par une formation granitique au sud et métamorphique au nord. Son point culminant, le mont Mouchet, atteint 1 496 mètres d'altitude.

## Urbanisme

### Typologie
Au 1er janvier 2024, Auvers est catégorisée commune rurale à habitat très dispersé, selon la nouvelle grille communale de densité à sept niveaux définie par l'Insee en 2022.
Elle est située hors unité urbaine et hors attraction des villes,.

### Occupation des sols
L'occupation des sols de la commune, telle qu'elle ressort de la base de données européenne d’occupation biophysique des sols Corine Land Cover (CLC), est marquée par l'importance des forêts et milieux semi-naturels (82,9 % en 2018), une proportion sensiblement équivalente à celle de 1990 (82,2 %). La répartition détaillée en 2018 est la suivante : 
forêts (76,8 %), prairies (17,1 %), milieux à végétation arbustive et/ou herbacée (6,1 %). L'évolution de l’occupation des sols de la commune et de ses infrastructures peut être observée sur les différentes représentations cartographiques du territoire : la carte de Cassini (XVIIIe siècle), la carte d'état-major (1820-1866) et les cartes ou photos aériennes de l'IGN pour la période actuelle (1950 à aujourd'hui).

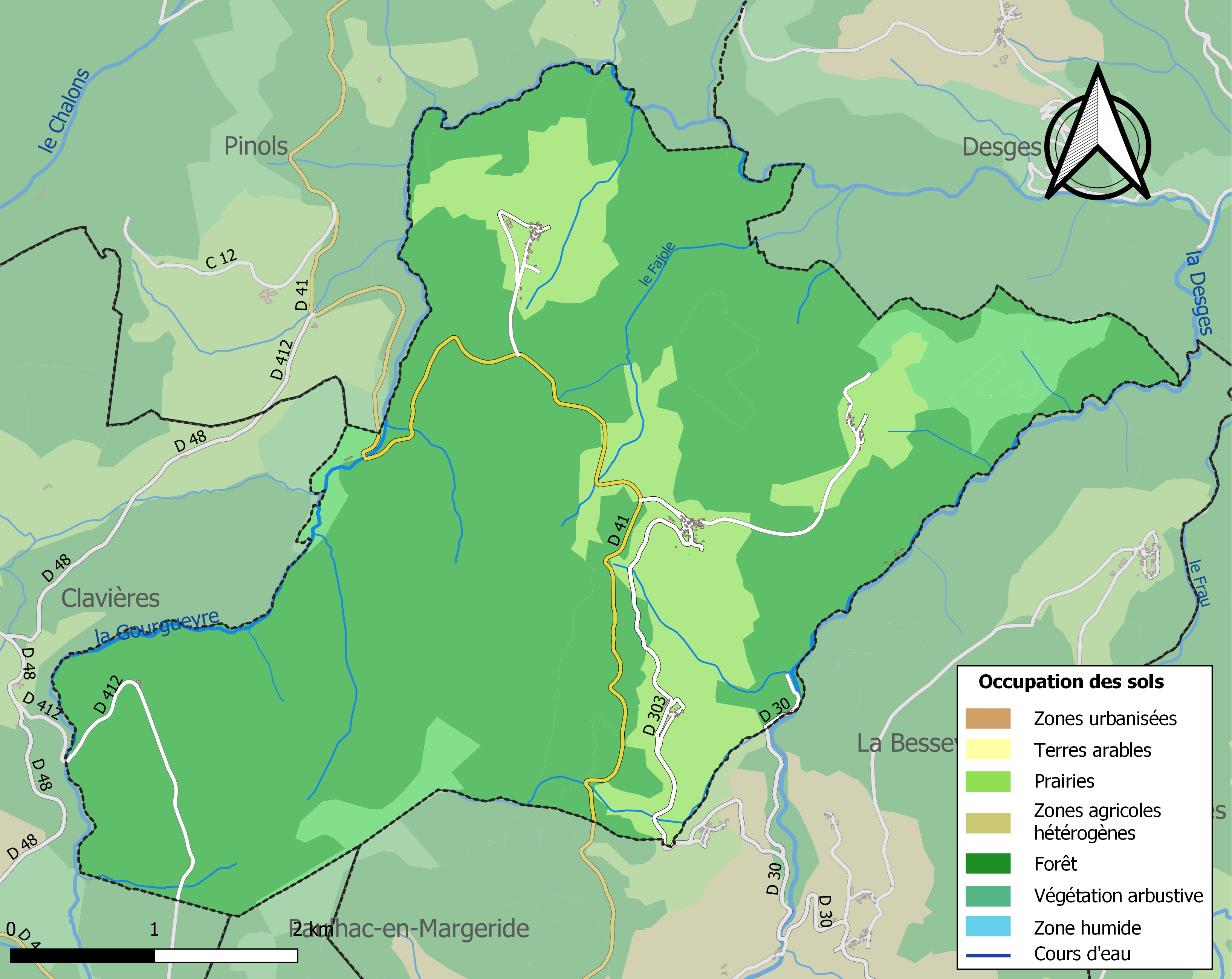
Carte des infrastructures et de l'occupation des sols de la commune en 2018 (CLC).
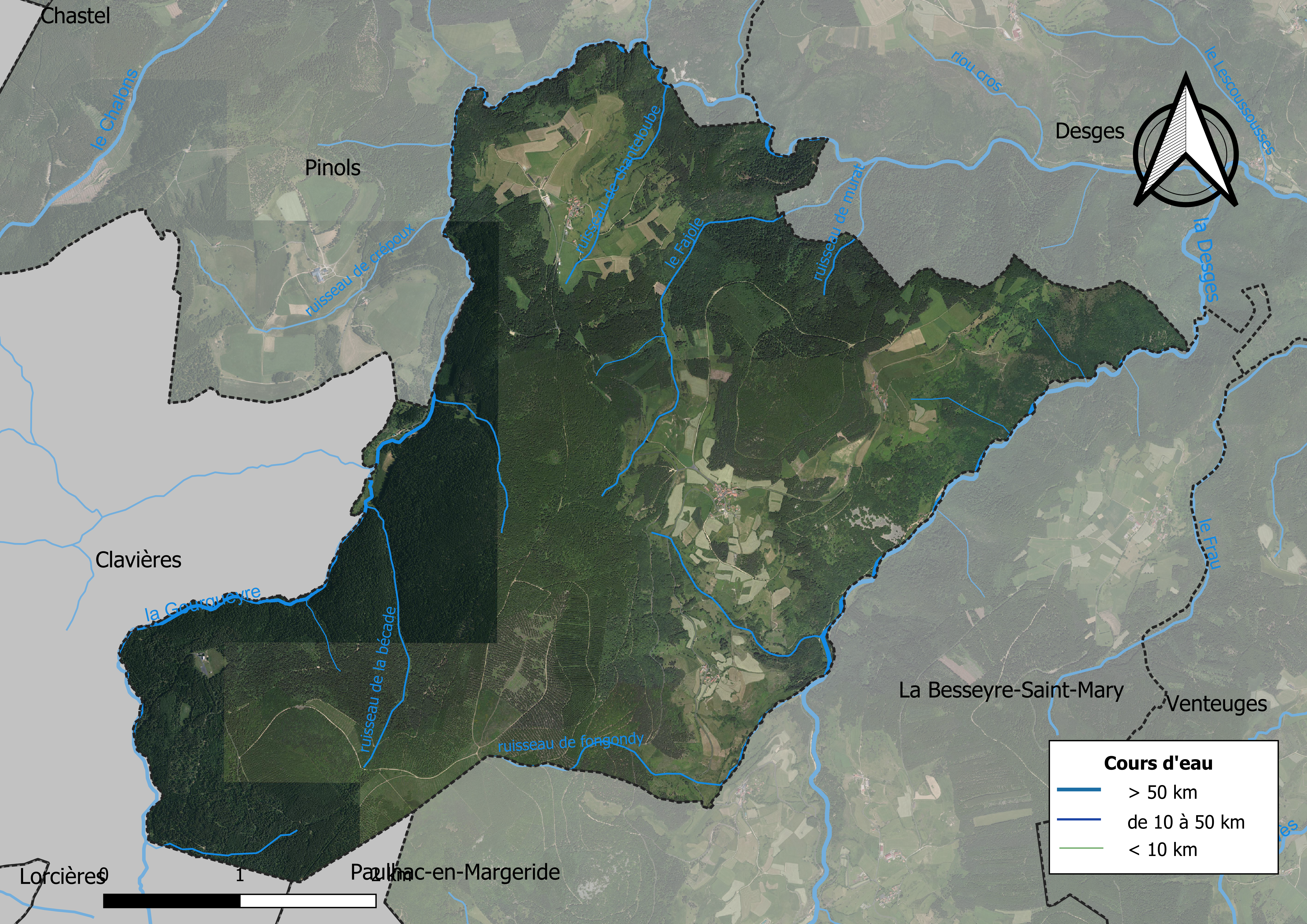
Carte orthophotographique de la commune.

### Habitat et logement
En 2018, le nombre total de logements dans la commune était de 88, alors qu'il était de 84 en 2013 et de 81 en 2008.
Parmi ces logements, 26,1 % étaient des résidences principales, 61,4 % des résidences secondaires et 12,5 % des logements vacants. Ces logements étaient pour 98,9 % d'entre eux des maisons individuelles et pour 1,1 % des appartements.
Le tableau ci-dessous présente la typologie des logements à Auvers en 2018 en comparaison avec celle de la Haute-Loire et de la France entière. Une caractéristique marquante du parc de logements est ainsi une proportion de résidences secondaires et logements occasionnels (61,4 %) supérieure à celle du département (16,1 %) et à celle de la France entière (9,7 %). Concernant le statut d'occupation de ces logements, 78,3 % des habitants de la commune sont propriétaires de leur logement (73,9 % en 2013), contre 70 % pour la Haute-Loire et 57,5 pour la France entière.
| Typologie                                               | Auvers | Haute-Loire | France entière |
| ------------------------------------------------------- | ------ | ----------- | -------------- |
| Résidences principales (en %)                           | 26,1   | 71,5        | 82,1           |
| Résidences secondaires et logements occasionnels (en %) | 61,4   | 16,1        | 9,7            |
| Logements vacants (en %)                                | 12,5   | 12,4        | 8,2            |

### Hameaux et lieux-dits
Villages : Chanteloube, Lair, la Valette, Nozeyrolles.
Maisons isolées : Collony, le Mont Mouchet, le Pavillon.

## Toponymie
Le toponyme aurait une origine gauloise, issu d'Arvernus, surnom ethnique, ou composé d'are, « devant », et vern-, « aulne ».
Mansus d'Alvers (1459), Auvercium (1505), Auvers (1511), Anvers (1888).

## Histoire
Entre Pavillon et Chanteloube, six silex ont été retrouvés par J. Richard dans les années 1970.
Le 19 juin 1767 Jean Chastel, habitant de La Besseyre-Saint-Mary, abattit à Auvers, au lieudit la Sogne d'Auvers, la célèbre Bête du Gévaudan.
La commune de Nozeyrolles, créée durant la Révolution et portant le nom d'un hameau actuel, fait partie du canton de Pinols et de l'arrondissement de Brioude. C'est à partir du début du XIXe siècle que la verrerie de Colany s'y établit, succédant à celle de Margeride. Spécialisée dans la production de verre blanc, elle génère chaque année 70 à 80 000 francs de marchandises et emploie une trentaine d'ouvriers en période de production, ainsi que des bûcherons en hiver. Les produits fabriqués incluent des verres de table, des carafes, des bocaux, ainsi que des pièces pour la chimie et la pharmacie.
Lors des violents combats du Mont-Mouchet, qui firent au moins 210 victimes, 11 personnes perdirent la vie sur la commune d'Auvers : 5 résistants le 11 juin et 5 civils les 14 et 15 juin. Plusieurs civils furent exécutés par les Allemands. C’est à Auvers, lors des combats des 10 et 11 juin 1944, qu’un soldat FFI non identifié fut tué.
Par un décret en date du 1er novembre 1900, paru au Journal officiel de la République française le 8 novembre 1900 (page 7386), il est attribué à la commune de Nozeyrolles la dénomination d'Auvers,. Puis en mars 2015, à la suite du redécoupage des cantons du département, elle est rattachée au canton de Gorges de l'Allier-Gévaudan.

## Politique et administration

### Découpage territorial
La commune d'Auvers est membre de la communauté de communes des Rives du Haut Allier, un établissement public de coopération intercommunale (EPCI) à fiscalité propre créé le 27 décembre 2016 dont le siège est à Langeac. Ce dernier est par ailleurs membre d'autres groupements intercommunaux.
Sur le plan administratif, elle est rattachée à l'arrondissement de Brioude, au département de la Haute-Loire, en tant que circonscription administrative de l'État, et à la région Auvergne-Rhône-Alpes.
Sur le plan électoral, elle dépend du canton de Gorges de l'Allier-Gévaudan pour l'élection des conseillers départementaux, depuis le redécoupage cantonal de 2014 entré en vigueur en 2015, et de la deuxième circonscription de la Haute-Loire   pour les élections législatives, depuis le redécoupage électoral de 1986.

### Élections municipales et communautaires

#### Élections de 2020
Le conseil municipal d'Auvers, commune de moins de 1 000 habitants, est élu au scrutin majoritaire plurinominal à deux tours avec candidatures isolées ou groupées et possibilité de panachage. Compte tenu de la population communale, le nombre de sièges à pourvoir lors des élections municipales de 2020 est de 7. Sur les huit candidats en lice, sept sont élus dès le premier tour, le 15 mars 2020, correspondant à la totalité des sièges à pourvoir, avec un taux de participation de 48,05 %.
René Soulier, maire sortant, est réélu pour un nouveau mandat le 27 mai 2020.
Dans les communes de moins de 1 000 habitants, les conseillers communautaires sont désignés parmi les conseillers municipaux élus en suivant l’ordre du tableau (maire, adjoints puis conseillers municipaux) et dans la limite du nombre de sièges attribués à la commune au sein du conseil communautaire. Un siège est attribué à la commune au sein de la communauté de communes des Rives du Haut Allier.

#### Liste des maires
| Période                                  | Période                         | Identité          | Étiquette | Qualité                           |
| ---------------------------------------- | ------------------------------- | ----------------- | --------- | --------------------------------- |
| Les données manquantes sont à compléter. |                                 |                   |           |                                   |
| 1995                                     | 2014                            | Gabriel Boisserie |           | Garde forestier au Pavillon       |
| 2014                                     | En cours (au 16 septembre 2014) | René Soulier      |           | Enseignant retraité à Chanteloube |

## Population et société

### Démographie

#### Évolution démographique
L'évolution du nombre d'habitants est connue à travers les recensements de la population effectués dans la commune depuis 1793. Pour les communes de moins de 10 000 habitants, une enquête de recensement portant sur toute la population est réalisée tous les cinq ans, les populations de référence des années intermédiaires étant quant à elles estimées par interpolation ou extrapolation. Pour la commune, le premier recensement exhaustif entrant dans le cadre du nouveau dispositif a été réalisé en 2008.

En 2022, la commune comptait 48 habitants, en évolution de −17,24 % par rapport à 2016 (Haute-Loire : +0,36 %, France hors Mayotte : +2,11 %).
| 1793 | 1800 | 1806 | 1821 | 1831 | 1836 | 1841 | 1846 | 1851 |
| ---- | ---- | ---- | ---- | ---- | ---- | ---- | ---- | ---- |
| 417  | 410  | 410  | 577  | 551  | 564  | 548  | 519  | 575  |

| 1856 | 1861 | 1866 | 1872 | 1876 | 1881 | 1886 | 1891 | 1896 |
| ---- | ---- | ---- | ---- | ---- | ---- | ---- | ---- | ---- |
| 566  | 565  | 545  | 462  | 510  | 439  | 413  | 446  | 448  |

| 1901 | 1906 | 1911 | 1921 | 1926 | 1931 | 1936 | 1946 | 1954 |
| ---- | ---- | ---- | ---- | ---- | ---- | ---- | ---- | ---- |
| 454  | 438  | 391  | 302  | 267  | 236  | 234  | 208  | 180  |

| 1962 | 1968 | 1975 | 1982 | 1990 | 1999 | 2006 | 2008 | 2013 |
| ---- | ---- | ---- | ---- | ---- | ---- | ---- | ---- | ---- |
| 161  | 147  | 125  | 103  | 86   | 67   | 61   | 59   | 58   |

| 2018 | 2022 | - | - | - | - | - | - | - |
| ---- | ---- | - | - | - | - | - | - | - |
| 51   | 48   | - | - | - | - | - | - | - |

#### Pyramide des âges
La population de la commune est relativement âgée.
En 2018, le taux de personnes d'un âge inférieur à 30 ans s'élève à 17,6 %, soit en dessous de la moyenne départementale (31 %). À l'inverse, le taux de personnes d'âge supérieur à 60 ans est de 49 % la même année, alors qu'il est de 31,1 % au niveau départemental.
En 2018, la commune comptait 27 hommes pour 24 femmes, soit un taux de 52,94 % d'hommes, largement supérieur au taux départemental (49,13 %).
Les pyramides des âges de la commune et du département s'établissent comme suit.
| Hommes | Classe d’âge | Femmes |
| ------ | ------------ | ------ |
| 0,0    | 90 ou +      | 0,0    |
| 14,8   | 75-89 ans    | 25,0   |
| 29,6   | 60-74 ans    | 29,2   |
| 25,9   | 45-59 ans    | 12,5   |
| 11,1   | 30-44 ans    | 16,7   |
| 11,1   | 15-29 ans    | 8,3    |
| 7,4    | 0-14 ans     | 8,3    |

| Hommes | Classe d’âge | Femmes |
| ------ | ------------ | ------ |
| 0,9    | 90 ou +      | 2,5    |
| 8,4    | 75-89 ans    | 11,7   |
| 20,4   | 60-74 ans    | 20,5   |
| 21,3   | 45-59 ans    | 20,3   |
| 16,8   | 30-44 ans    | 16,3   |
| 15,2   | 15-29 ans    | 13,2   |
| 17     | 0-14 ans     | 15,6   |

## Économie

### Emploi
| Division       | 2008  | 2013  | 2018  |
| -------------- | ----- | ----- | ----- |
| Commune        | 0 %   | 6,3 % | 0 %   |
| Département    | 6,3 % | 7,7 % | 7,7 % |
| France entière | 8,3 % | 10 %  | 10 %  |

En 2018, la population âgée de 15 à 64 ans s'élève à 30 personnes, parmi lesquelles on compte 63,3 % d'actifs (63,3 % ayant un emploi et 0 % de chômeurs) et 36,7 % d'inactifs,. Depuis 2008, le taux de chômage communal (au sens du recensement) des 15-64 ans est inférieur à celui de la France et du département.
La commune est hors attraction des villes,. Elle compte 12 emplois en 2018, contre 11 en 2013 et 13 en 2008. Le nombre d'actifs ayant un emploi résidant dans la commune est de 20, soit un indicateur de concentration d'emploi de 60 % et un taux d'activité parmi les 15 ans ou plus de 44,7 %.
Sur ces 20 actifs de 15 ans ou plus ayant un emploi, 11 travaillent dans la commune, soit 55 % des habitants. Pour se rendre au travail, 55 % des habitants utilisent un véhicule personnel ou de fonction à quatre roues, 5 % les transports en commun, 20 % s'y rendent en deux-roues, à vélo ou à pied et 20 % n'ont pas besoin de transport (travail au domicile).

### Activités hors agriculture
3 établissements sont implantés  à Auvers au 31 décembre 2019. Le tableau ci-dessous en détaille le nombre par secteur d'activité et compare les ratios avec ceux du département,.
| Secteur d'activité                                                     | Commune | Commune | Département |
| Secteur d'activité                                                     | Nombre  | %       | %           |
| ---------------------------------------------------------------------- | ------- | ------- | ----------- |
| Ensemble                                                               | 3       |         |             |
| Industrie manufacturière, industries extractives et autres             | 1       | 33,3 %  | (14,2 %)    |
| Commerce de gros et de détail, transports, hébergement et restauration | 1       | 33,3 %  | (28,8 %)    |
| Activités immobilières                                                 | 1       | 33,3 %  | (3,9 %)     |

Le secteur des activités immobilières est prépondérant sur la commune puisqu'il représente 33,3 % du nombre total d'établissements de la commune (1 sur les 3 entreprises implantées  à Auvers), contre 3,9 % au niveau départemental.

### Agriculture
La commune fait partie de la petite région agricole dénommée « Margeride ». En 2010, l'orientation technico-économique de l'agriculture  sur la commune est la production de bovins, orientation lait.
|                                   | 1988 | 2000 | 2010 |
| --------------------------------- | ---- | ---- | ---- |
| Exploitations                     | 14   | s    | s    |
| Superficie agricole utilisée (ha) | 557  | s    | s    |

Le nombre d'exploitations agricoles en activité et ayant leur siège dans la commune est passé de 14 en 1988 à un nombre inférieur au secret statistique en 2010. Le même mouvement est observé à l'échelle du département qui a perdu pendant cette période 43 % de ses exploitations. La surface agricole utilisée sur la commune a également diminué.

## Culture locale et patrimoine

### Lieux et monuments

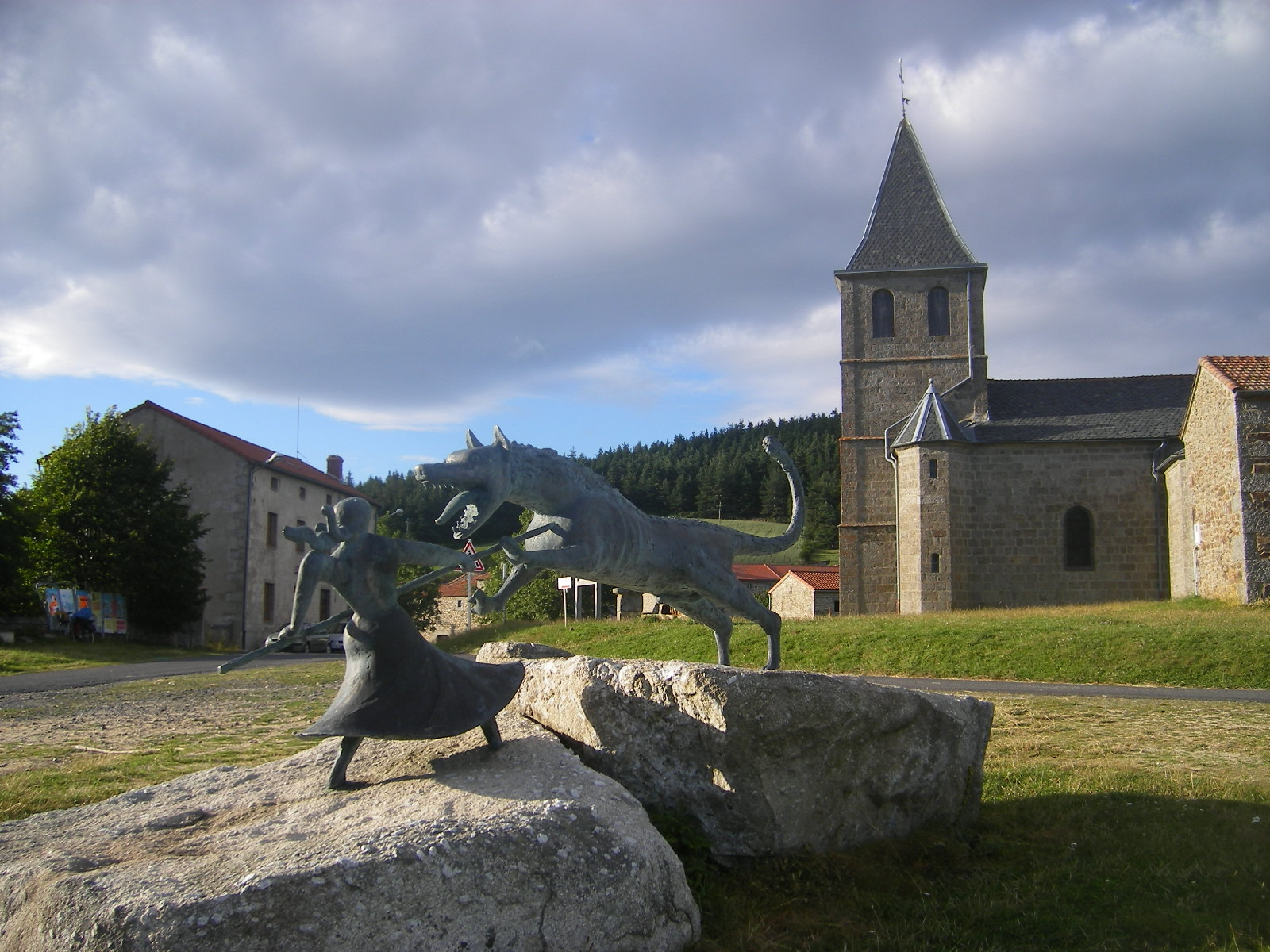
Sculptures de Philippe Kaeppelin du combat de Marie-Jeanne Vallet contre la Bête du Gévaudan.

- Statue de la Bête du Gévaudan en bronze de Philippe Kaeppelin, installée en 1995. Ce monument commémore le combat de Marie-Jeanne Vallet, servante du curé Bertrand-Louis Dumont de Paulhac, contre la Bête du Gévaudan (11 août 1765).
- Le mont Mouchet : Monument national à la Résistance et aux Maquis de France du Mont Mouchet.
- Église avec porche 1900, croix dans l'ancien cimetière de Nozeyrolles (XVIIe et XXe siècles) et à l'entrée des villages d'Auvers, Chanteloube et Lair.
- Table d'orientation au sommet du mont Mouchet[41].

### Auvers dans les arts
Un village Auvers est cité dans le poème d'Aragon, Le Conscrit des cent villages, écrit comme acte de Résistance intellectuelle de manière clandestine au printemps 1943, pendant la Seconde Guerre mondiale.
Sans autre précision de la part du poète, il peut s'agir de deux villages :
- Auvers dans la Manche ;
- Auvers dans la Haute-Loire.